# Linea Tadami

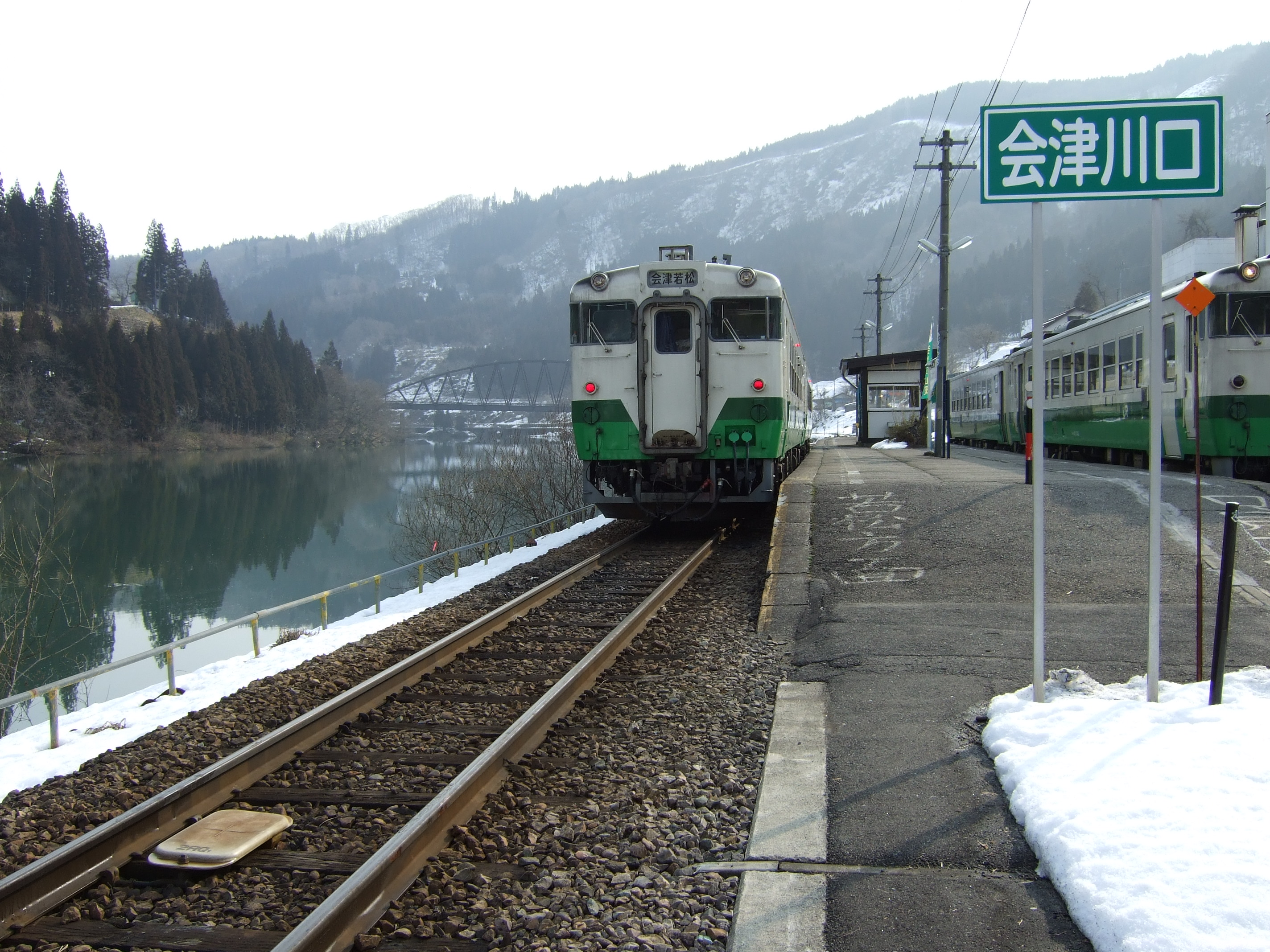
Treno fermo alla stazione di Aizu-Kawaguchi

La linea Tadami (只見線?, Tadami-sen) è una ferrovia regionale a scartamento ridotto di circa 135 km situata in Giappone e interamente gestita da JR East. Collega le città di Aizuwakamatsu e Uonuma unendo quindi rispettivamente le prefetture di Fukushima e Niigata.

## Servizi
Tutti i treni che percorrono la ferrovia sono dei locali che fermano in tutte le stazioni, con un numero tipico di 8 o 9 coppie al giorno. Normalmente la linea è divisa in diversi segmenti per le operazioni, con solo pochi treni che la percorrono interamente, o ce provengono dalla linea Ban'etsu occidentale. A partire dal 2011, tuttavia, una porzione della linea è chiusa per gravi danni inferti da violente piogge, e la data per una riapertura al momento non è nota. Nelle condizioni originali i tempi di percorrenza della tratta di 135 km erano superiori alle 4 ore, a causa dell'accidentata orografia del territorio attraversato.

## Stazioni
- La linea è percorsa solo da treni locali effettuanti tutte le fermate
- I treni possono incrociarsi presso le stazioni segnalate in tabella dai simboli "◇", "∨", "∧"; non è possibile l'incrocio in presenza di "｜".

| Stazione        | Giapponese | Distanza | Distanza | Collegamenti                   |    | Posizione          | Posizione |
| Stazione        | Giapponese | Interst. | Totale   | Collegamenti                   |    | Posizione          | Posizione |
| --------------- | ---------- | -------- | -------- | ------------------------------ | -- | ------------------ | --------- |
| Aizu-Wakamatsu  | 会津若松   | -        | 0.0      | Linea Ban'etsu orientale       | ∨  | Aizuwakamatsu      | Fukushima |
| Nanukamachi     | 七日町     | 1.3      | 1.3      |                                | ｜ | Aizuwakamatsu      | Fukushima |
| Nishi-Wakamatsu | 西若松     | 1.8      | 3.1      | Ferrovia di Aizu               | ◇  | Aizuwakamatsu      | Fukushima |
| Aizu-Hongō      | 会津本郷   | 3.4      | 6.5      |                                | ｜ | Aizuwakamatsu      | Fukushima |
| Aizu-Takada     | 会津高田   | 4.8      | 11.3     |                                | ｜ | Aizumisato Ōnuma   | Fukushima |
| Negishi         | 根岸       | 3.5      | 14.8     |                                | ｜ | Aizumisato Ōnuma   | Fukushima |
| Niitsuru        | 新鶴       | 2.0      | 16.8     |                                | ｜ | Aizumisato Ōnuma   | Fukushima |
| Wakamiya        | 若宮       | 2.1      | 18.9     |                                | ｜ | Aizubange Kawanuma | Fukushima |
| Aizu-Bange      | 会津坂下   | 2.7      | 21.6     |                                | ◇  | Aizubange Kawanuma | Fukushima |
| Tōdera          | 塔寺       | 4.4      | 26.0     |                                | ｜ | Aizubange Kawanuma | Fukushima |
| Aizu-Sakamoto   | 会津坂本   | 3.7      | 29.7     |                                | ｜ | Aizubange Kawanuma | Fukushima |
| Aizu-Yanaizu    | 会津柳津   | 3.6      | 33.3     |                                | ｜ | Yanaizu Kawanuma   | Fukushima |
| Gōdo            | 郷戸       | 3.6      | 36.9     |                                | ｜ | Yanaizu Kawanuma   | Fukushima |
| Takiya          | 滝谷       | 2.7      | 39.6     |                                | ｜ | Yanaizu Kawanuma   | Fukushima |
| Aizu-Hinohara   | 会津桧原   | 1.9      | 41.5     |                                | ｜ | Mishima Ōnuma      | Fukushima |
| Aizu-Nishikata  | 会津西方   | 2.2      | 43.7     |                                | ｜ | Mishima Ōnuma      | Fukushima |
| Aizu-Miyashita  | 会津宮下   | 1.7      | 45.4     |                                | ◇  | Mishima Ōnuma      | Fukushima |
| Hayato          | 早戸       | 5.8      | 51.2     |                                | ｜ | Mishima Ōnuma      | Fukushima |
| Aizu-Mizunuma   | 会津水沼   | 3.9      | 55.1     |                                | ｜ | Kaneyama Ōnuma     | Fukushima |
| Aizu-Nakagawa   | 会津中川   | 3.2      | 58.3     |                                | ｜ | Kaneyama Ōnuma     | Fukushima |
| Aizu-Kawaguchi  | 会津川口   | 2.5      | 60.8     |                                | ◇  | Kaneyama Ōnuma     | Fukushima |
| Honna           | 本名       | 2.8      | 63.6     | Sezione chiusa dal luglio 2011 | ｜ | Kaneyama Ōnuma     | Fukushima |
| Aizu-Kosugawa   | 会津越川   | 6.4      | 70.0     | Sezione chiusa dal luglio 2011 | ｜ | Kaneyama Ōnuma     | Fukushima |
| Aizu-Yokota     | 会津横田   | 3.2      | 73.2     | Sezione chiusa dal luglio 2011 | ｜ | Kaneyama Ōnuma     | Fukushima |
| Aizu-Ōshio      | 会津大塩   | 2.2      | 75.4     | Sezione chiusa dal luglio 2011 | ｜ | Kaneyama Ōnuma     | Fukushima |
| Aizu-Shiozawa   | 会津塩沢   | 5.5      | 80.9     | Sezione chiusa dal luglio 2011 | ｜ | Tadami Minamiaizu  | Fukushima |
| Aizu-Gamō       | 会津蒲生   | 3.0      | 83.9     | Sezione chiusa dal luglio 2011 | ｜ | Tadami Minamiaizu  | Fukushima |
| Tadami          | 只見       | 4.5      | 88.4     |                                | ◇  | Tadami Minamiaizu  | Fukushima |
| Ōshirakawa      | 大白川     | 20.8     | 109.2    |                                | ◇  | Uonuma             | Niigata   |
| Kakinoki        | 柿ノ木     | 3.2      | 112.4    |                                | ｜ | Uonuma             | Niigata   |
| Irihirose       | 入広瀬     | 3.2      | 115.6    |                                | ｜ | Uonuma             | Niigata   |
| Kamijō          | 上条       | 3.1      | 118.7    |                                | ｜ | Uonuma             | Niigata   |
| Echigo-Suhara   | 越後須原   | 4.4      | 123.1    |                                | ｜ | Uonuma             | Niigata   |
| Uonuma-Tanaka   | 魚沼田中   | 3.9      | 127.0    |                                | ｜ | Uonuma             | Niigata   |
| Echigo-Hirose   | 越後広瀬   | 2.5      | 129.5    |                                | ｜ | Uonuma             | Niigata   |
| Yabukami        | 藪神       | 2.1      | 131.6    |                                | ｜ | Uonuma             | Niigata   |
| Koide           | 小出       | 3.6      | 135.2    | Linea Jōetsu                   | ∧  | Uonuma             | Niigata   |